# Horn (diakritisches Zeichen)
| ◌̛                          | ◌̛                    |
| Diakritische Zeichen       | Diakritische Zeichen |
| Bezeichnung                | Zeichen              |
| -------------------------- | -------------------- |
| Akut, einfach              | ◌́                    |
| Akut, doppelt              | ◌̋                    |
| Breve, darüber             | ◌̆                    |
| Breve, darunter            | ◌̮                    |
| Cedille, darunter          | ◌̧                    |
| Cedille, darüber           | ◌̒                    |
| Gravis, einfach            | ◌̀                    |
| Gravis, doppelt            | ◌̏                    |
| Haken                      | ◌̉                    |
| Hatschek                   | ◌̌                    |
| Horn                       | ◌̛                    |
| Komma, darunter            | ◌̦                    |
| Koronis                    | ◌̓                    |
| Makron, darüber            | ◌̄                    |
| Makron, darunter           | ◌̱                    |
| Mittelpunkt                | ·                    |
| Ogonek                     | ◌̨                    |
| Punkt, darüber             | ◌̇                    |
| Punkt, darunter            | ◌̣                    |
| Querstrich                 | ◌̶                    |
| Ring, darüber              | ◌̊                    |
| Ring, darunter             | ◌̥                    |
| diakritischer Schrägstrich | ◌̷                    |
| Spiritus asper             | ◌̔                    |
| Spiritus lenis             | ◌̓                    |
| Tilde, darüber             | ◌̃                    |
| Tilde, darunter            | ◌̰                    |
| Trema, darüber             | ◌̈                    |
| Trema, darunter            | ◌̤                    |
| Zirkumflex                 | ◌̂                    |

Das Horn (viet.: dấu móc), laut DIN 5009:2022-06 beim Buchstabieren als Vietnam-Horn vor dem Grundbuchstaben anzusagen, ist ein diakritisches Zeichen, das an der oberen rechten Ecke der Buchstaben o und u ansetzt. Im Vietnamesischen werden mit ơ und ư, die ungerundeten Varianten der Vokale o und u dargestellt: <ơ> repräsentiert das Phonem  /əː/, <ư> steht für den ungerundeten geschlossenen Hinterzungenvokal  /ɯ/ (auch  /ɨ/). Sprecher des Vietnamesischen sehen das Horn kaum als getrenntes diakritikes Zeichen an, ơ und ư werden demgegenüber eher als eigenständige Buchstaben aufgefasst.

## Darstellung auf dem Computer
Die HTML-Kodierungen für Buchstaben mit Horn sind:
| Majuskel  | Majuskel | Minuskel  | Minuskel |
| Buchstabe | HTML     | Buchstabe | HTML     |
| --------- | -------- | --------- | -------- |
| Ơ         | &#416;   | ơ         | &#417;   |
| Ư         | &#431;   | ư         | &#432;   |

Die numerischen Werte sind gleichzeitig die Codes in Unicode.
Mit LaTeX2e können ơ und ư mit der T5-Kodierung durch die Befehle \ohorn bzw. \uhorn dargestellt werden.

### Eingabe
Mit der deutschen Standard-Tastaturbelegung E1 und deren Vorgänger T2 wird das Zeichen als Alt Gr+ü eingegeben. Diese Kombination wirkt als Tottaste, d. h. ist vor dem Grundbuchstaben einzugeben.